# Lispocephala ascita
Lispocephala ascita este o specie de muște din genul Lispocephala, familia Muscidae, descrisă de Hardy în anul 1981. Conform Catalogue of Life specia Lispocephala ascita nu are subspecii cunoscute.